# Sköld (1868)
Sköld, officiellt HM Pansarbåt Sköld, var en monitor/3. klass pansarbåt i den svenska flottan. Fartyget var förutom ångmaskinen utrustad med arrangemang så att hon med 24 man med vevstänger kunde framdrivas med muskelkraft. Maximal fart med det arrangemanget var 2 knop varför det snart slopades. Fartygskonstruktionen blev emellertid snabbt föråldrad, och från 1890 underhölls skeppet bara i nödvändigaste grad. Efter utrangeringen användes Sköld som skjutmål. I samband med instruktionsskjutning sjönk hon 21 juni 1907, varefter hon bärgades och såldes som skrot.

## Utformning
Sköld var 31,84 meter lång, 6,96 meter bred och hade ett djupgående på 2,29 meter. Standarddeplacementet uppgick till 249 ton och det maximala deplacementet till 269 ton. Pansardäcket hade en tjocklek på 19 mm och sidopansaret var 1,9 cm respektive 6,4 cm tjockt. Pansaret om kanon- och styrtornen hade en tjocklek på 20,7 cm. 

### Framdrivning
Maskineriet bestod av en eldrörpanna som genererade ånga till en tvåcylindrig Bergsunds ångmaskin. Den totala maskinstyrkan uppgick till 17 indikerade hästkrafter. Sköld var unik bland monitorerna i det avseendet att hon utöver ångdriften, även kunde drivas med handkraft. Uppfinnaren John Ericsson hade konstruerat ett arrangemang, där 24 man sittande på en dubbel rad bänkar på ömse sidor av vevaxeln, drev en propeller via vevstänger. Detta bisarra handkraftsmaskineri övergavs dock snart då farten endast uppgick till knappa 2 knop. För att underlätta sidriktningen av fartyget var hon även försedd med ett tvärställt skovelhjul i förskeppet.

### Bestyckning
Fartygets bestyckning ansågs endast som provisorisk och utgjordes först av en 26,7 cm kanon m/1869 i ett fast elliptiskt torn. Redan 1870 ersattes denna av en lättare 24 cm kanon m/1869.

## Historia
Sköld sjösattes den 11 november 1868 och togs i tjänst den 27 februari 1871. Hon blev den först konstruerade "mini-monitorn" avsedd att ingå i ett flytande skärgårds och positionsartilleri. Liksom Garmer överfördes hon, när skärgårdsartilleriet upphörde 1873, till linjeflottan. 1877 tillkom två tiopipiga kulsprutor m/1875 till hennes bestyckning. Från och med hösten 1890 underhölls fartyget endast i begränsad omfattning och efter utrangeringen 1906 användes hon som skjutmål. I samband med en instruktionsskjutning sjönk hon den 21 juni 1907, troligen på Mysingen i Stockholms södra skärgård, varefter hon bärgades och skrotades.